# واشندرفية
الواشِندُرفية هو جنس من النباتات العشبية المعمرة التي تنتمي إلى فصيلة نبات الدم. تحتوي النباتات على طعوم جذرية معمرة ذات عصارة حمراء. أوراقها لاطئة كبيرة مستطيلة النصال المخددة المدببة الأطراف. شماريخها الزهرية تنتهي بمجموعات من الأزهار سنبلية التركيب. أزهارها سداسية البتلات مستحبة العرف الخافت، جميلة الألوان الزاهية.